# 우사미 신스이
우사미 신스이(宇佐美灊水, 1710년 음력 1월 23일~1776년 음력 8월 9일)는 에도 시대의 유학자이다. 이름은 메구무(恵), 자는 시테키(子迪), 통칭은 게이스케이다.
가즈사국 이스미군(夷隅郡)의 호농(豪農)의 아들로 태어났다. 17세에 에도로 가서 오규 소라이(荻生徂徠)에게 사사했다. 스승이 죽은 뒤에는 경학을 공부하였다. 한때 가타야마 겐잔(片山兼山)을 양자로 삼았다. 후에 마쓰에번에 가서 정치에 관여하였다.